# Thanatus namaquensis
Thanatus namaquensis là một loài nhện trong họ Philodromidae.
Loài này thuộc chi Thanatus. Thanatus namaquensis được Eugène Simon miêu tả năm 1910.